# JC Latham
Jerome "JC" Latham (Mississippi, 8 febbraio 2003) è un giocatore di football americano statunitense che milita nel ruolo di offensive tackle per i Tennessee Titans della National Football League (NFL).

## Carriera universitaria
Latham disputò 14 partite come riserva nella sua prima stagione ad Alabama nel 2021. L'anno seguente divenne il tackle sinistro titolare della squadra. Nel 2023 fu inserito nella formazione ideale della Southeastern Conference (SEC). A fine anno si dichiarò eleggibile nel Draft NFL 2024.

## Carriera professionistica

### Tennessee Titans
Latham era considerato uno dei migliori offensive tackle selezionabili nel Draft 2024 e una scelta della prima metà del primo giro. Il 25 aprile 2024 fu chiamato come settimo assoluto dai Tennessee Titans. Debuttò come professionista partendo come titolare nella gara del primo turno persa contro i Chicago Bears. La sua prima stagione si chiuse disputando tutte le 17 partite come titolare.